# Café Voltaire
Ne doit pas être confondu avec Cabaret Voltaire.
Le Café Voltaire est un ancien café et restaurant situé au 1 de la place de l'Odéon dans l'actuel 6e arrondissement de Paris. Ce lieu est désormais le siège du département de littérature des éditions Flammarion. 
Il porte le nom de l'écrivain et philosophe Voltaire.

## Histoire

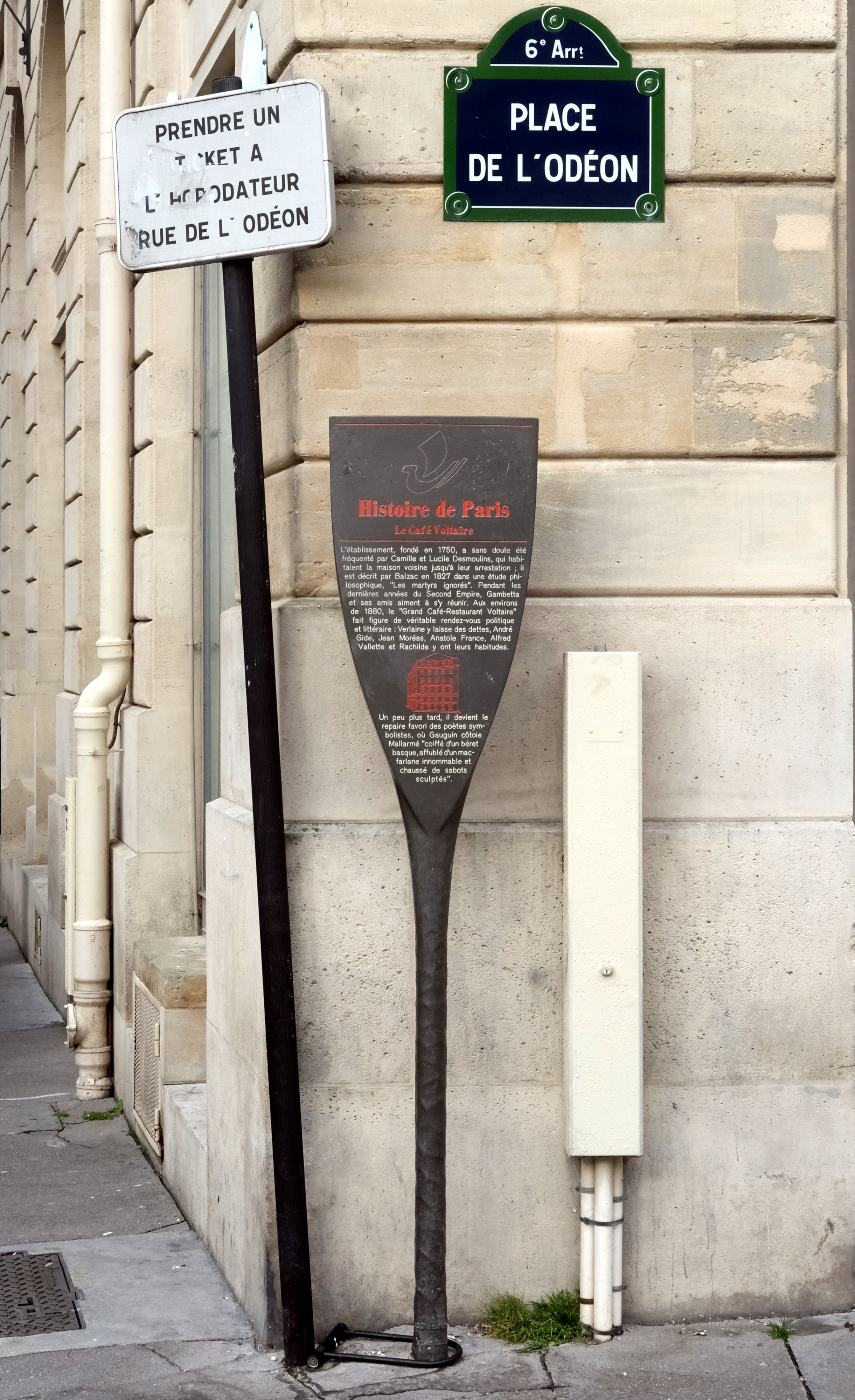
Panneau histoire de Paris signalant l'emplacement de l'ancien café Voltaire au no 1, place de l'Odéon.

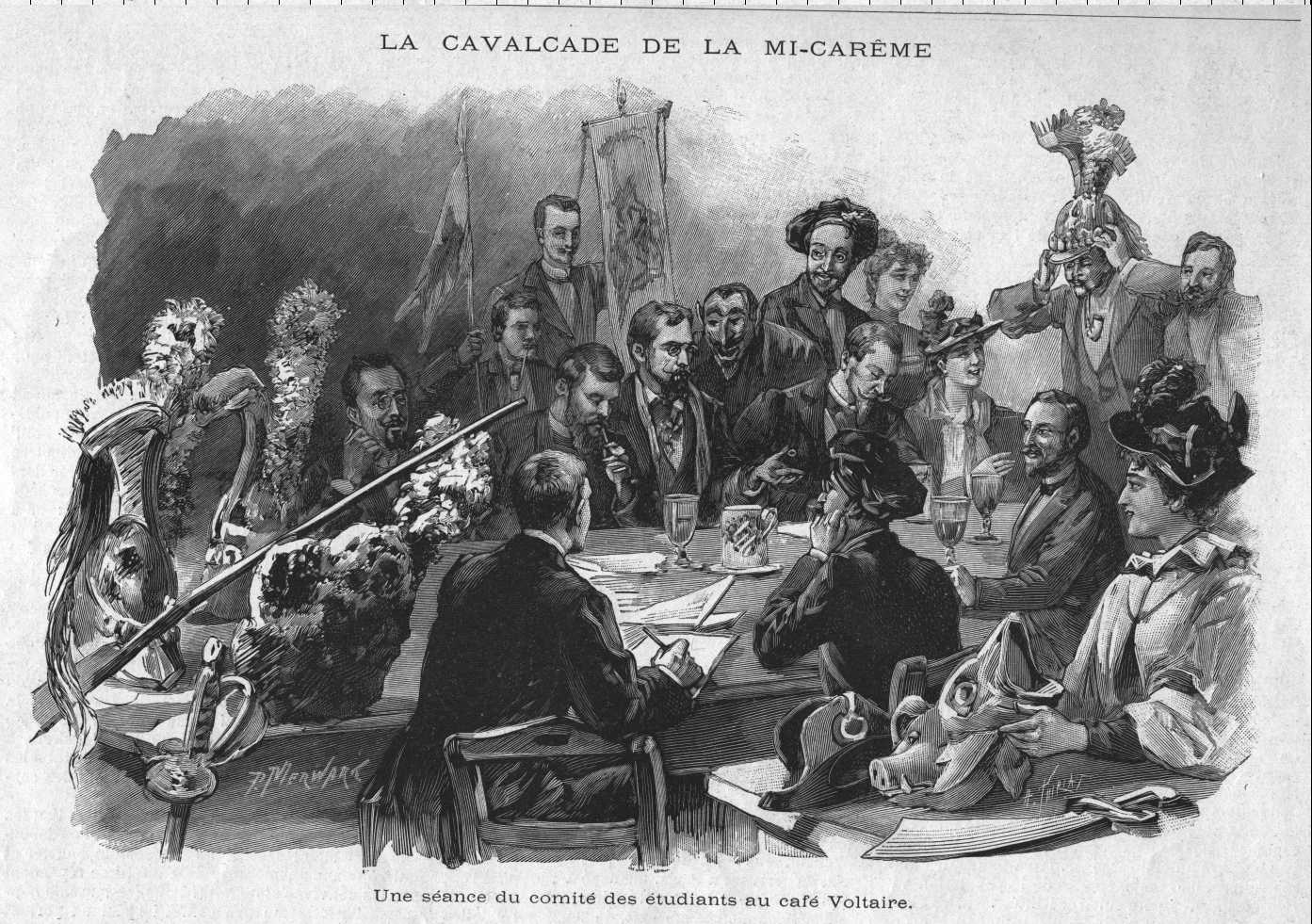
Gravure d'une réunion au café Voltaire d'étudiants préparant la cavalcade de la Mi-Carême (1894).

Un café Voltaire existait déjà à Paris vers 1790-1792, situé rive droite, cours Saint-Martin, près de la porte du même nom.
L'établissement rive gauche se situait à côté de l'ancienne maison de Lucile et Camille Desmoulins qui, selon G. Lenotre, habitaient au premier étage le jour de leur arrestation en 1793, une ancienne plaque (disparue car fautive) en témoignait. Sur la place de l'Odéon, débouchait la « rue de Voltaire », devenue en 1864 rue Casimir-Delavigne.
Après la chute du Premier Empire (et non avant ou sous la Révolution), et comme l'indique l'Annuaire commercial de Paris, l'établissement prend le nom de « café Voltaire », dirigé par un certain Gache au moins jusqu'en 1826 ; Eugène Delacroix y déjeune en mai 1824 comme en témoigne son Journal. Balzac le décrit en 1837 dans son étude philosophique, Les Martyrs ignorés. À cette époque, le quartier compte en plus le café Racine (devenu le Bouillon Racine) et le café Molière (près du café Procope) : les étudiants de la Sorbonne s'amusent à fréquenter les trois établissements. Charles Philipon en illustre quelques scènes vers 1842 dans son Musée ou magasin comique. Le lieu comporte une terrasse, un entresol et deux étages supérieurs, un billard — dont Victor Hugo vante la qualité dans Les Misérables —, et on y célèbre des événements en « servant le punch ». Le théâtre en face donne lieu à des batailles entre critiques.
Avant 1850, il est dirigé par un certain Ronquier. En 1855, le cabinet de lecture de Madame Grassot, ancienne actrice, est annexé par le café et transformé en une nouvelle salle. À la fin du Second Empire, Léon Gambetta et Jules Vallès y possèdent leurs habitudes. 

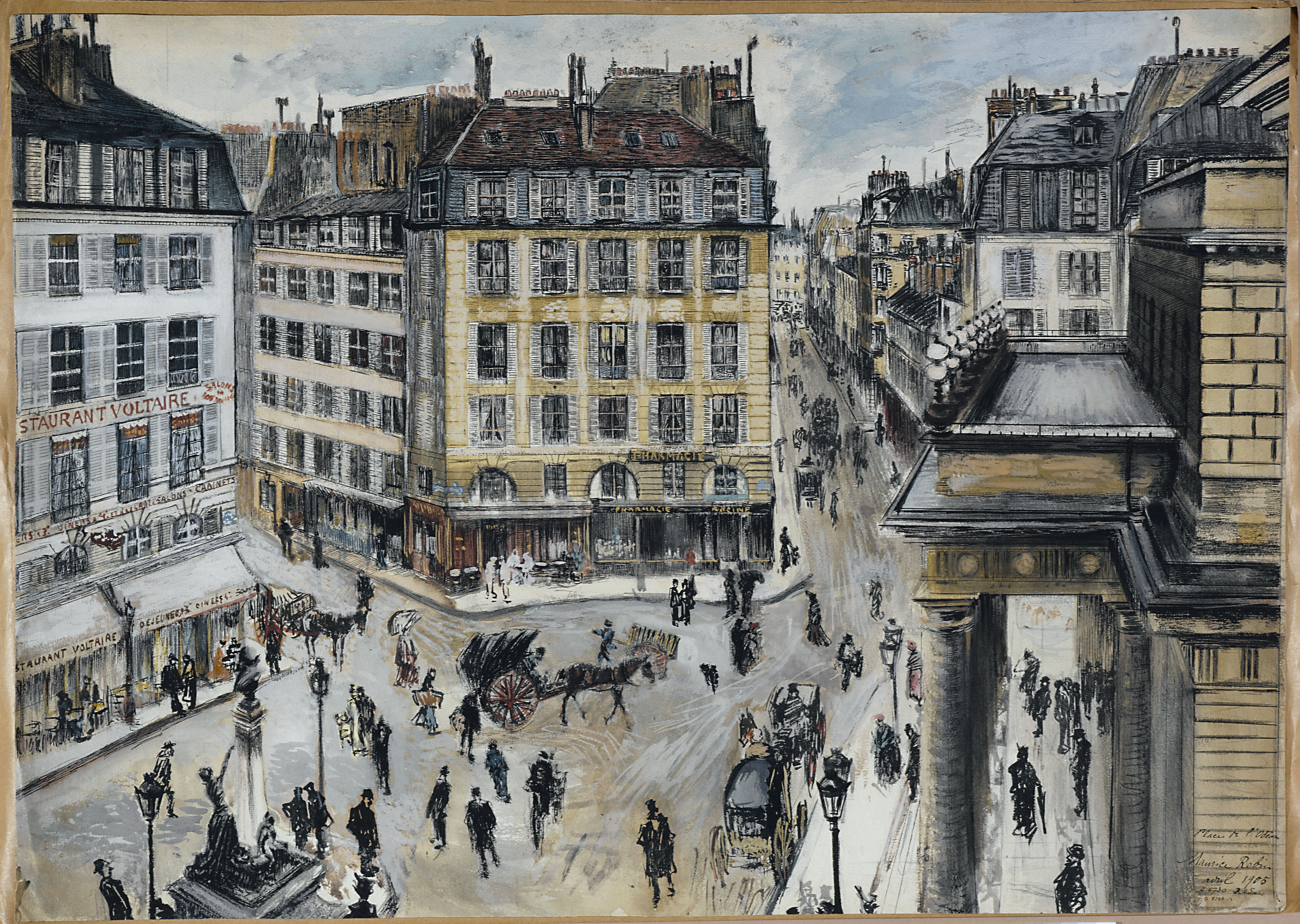
Place de l'Odéon (1905), dessin et gouache de Maurice Robin.

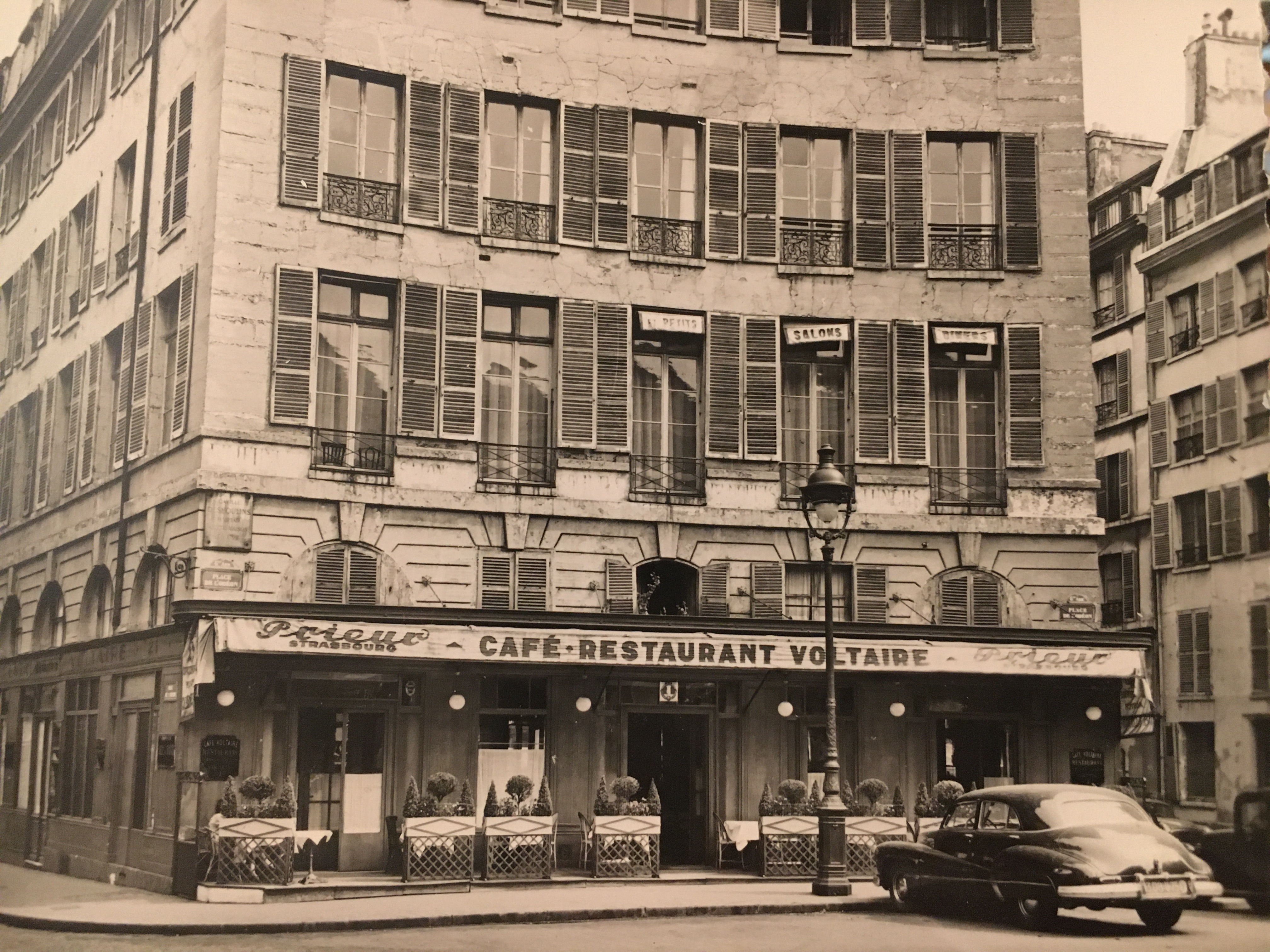
Café Le Voltaire vers 1950.

Vers 1880, il est fréquenté, outre par les sénateurs tout proches, par des personnalités politiques et littéraires : Verlaine y laisse des dettes, André Gide, Jean Moréas, Anatole France, Alfred Vallette et Rachilde y viennent fréquemment. Par la suite, les poètes symbolistes y élisent domicile, Gauguin côtoyant Stéphane Mallarmé, « coiffé d'un béret basque, affublé d'un macfarlane innommable et chaussé de sabots sculptés ». Une association, les Félibriges de Paris, s'y réunissait.
En 1894, au café Voltaire, se tiennent les réunions du comité des étudiants préparant le cortège de la Mi-Carême au Carnaval de Paris.
Dans les années 1920, on y croise les Américains de la génération perdue.
En janvier 1956, y est inaugurée la « bibliothèque Benjamin Franklin », cofondée par l'American Center ; elle ferme ses portes en 2000.
Le local est revendu par la suite aux éditions Flammarion.
Un panneau Histoire de Paris lui rend hommage.